# ریاست‌جمهوری سید محمد خاتمی
دوران اصلاحات به دو دوره ریاست جمهوری سید محمد خاتمی گفته می‌شود که مشتمل بر دولت‌های هفتم و هشتم جمهوری اسلامی ایران است. در این مدت جناح اصلاح طلب توانست قوه مجریه ایران را در اختیار کامل داشته باشد که از تاریخ ۱۲ مرداد ۱۳۷۶ تا ۱۲ مرداد ۱۳۸۴ به درازا انجامید. دولت‌های خاتمی شعار اصلیشان را توسعه سیاسی و تقویت نهادهای مدنی عنوان کرده بودند.
آغاز کار دولت خاتمی با کاهش قیمت نفت و کاهش درآمدهای ارزی حاصل به ۹٫۹ میلیارد دلار همراه شد. استقراض از بانک مرکزی جهت رفع کسری بودجه به افزایش تورم به بیش از ۲۰ درصد در سال ۱۳۷۸ انجامید که به تدریج به حدود ۱۳ درصد کاهش یافت. دولت در این زمان سیاست یکسان‌سازی نرخ ارز را به اجرا درآورد که با موفقیت همراه بود. رشد اقتصادی بیش از ۶ درصد به کاهش بدهی‌های خارجی کمک نمود. بیشترین سرمایه‌گذاری خارجی در ایران در اواسط دولت دوم خاتمی رخ داد. همچنین در دولت وی، میزان درآمد مالیاتی از ثروتمندان به کمترین مقادیر خود رسید که این امر به افزایش فاصله طبقاتی منجر شد.

## رویداد‌های مهم
1. ایجاد فضای بازتر سیاسی و مطبوعاتی در جامعه و دانشگاه‌ها
2. آزادی‌های مدنی از جمله آزادی مطبوعات
3. تحول جدی در روابط خارجی به‌ویژه با کشورهای اروپایی
4. پیشنهاد گفتگوی تمدن‌ها به سازمان ملل متحد
5. قتل‌های زنجیره‌ای[۱]
6. حوادث ۱۱ سپتامبر
7. حمله به کوی دانشگاه تهران در سال ۱۳۷۸
8. حمله آمریکا به افغانستان و حمله آمریکا به عراق
9. برگزاری نخستین دوره انتخابات شوراهای اسلامی شهر و روستا
10. ثبت رکورد بیشترین رشد اقتصادی در میان دولت‌های جمهوری اسلامی (رشد اقتصادی بیش از ۷ درصدی)
11. پایین‌ترین متوسط نرخ تورم ۷/۱۵ در میان دولت‌های جمهوری اسلامی
12. اجرای موفق تک نرخ کردن ارز
13. ایجاد وزارت رفاه و تأمین اجتماعی
14. بیشترین میانگین رشد سرمایه‌گذاری ۶٫۱۹ در میان دولت‌های جمهوری اسلامی
15. نخستین سخنرانی یک رئیس‌جمهور از ایران بعد از ۱۱ سال در سازمان ملل متحد
16. مذاکرات با انگلیس، فرانسه و آلمان
17. نخستین افزایش درآمد خزانه دولت در تاریخ جمهوری اسلامی
18. تاسیس پالایشگاه در اصفهان، شیراز، خوزستان، بوشهر در اولین بار در جمهوری اسلامی ایران
19. تقویت ورزش، فرهنگ، توسعه سیاسی در ایران
20. ایجاد حزب اصلاحات

## عملکرد و سیاست‌ها
1. تشکیل حساب ذخیره ارزی، اصلاح سامانه مالیاتی، تثبیت نرخ ارز و تصویب و اجرای قانون سرمایه‌گذاری خارجی اجرای موفقی داشت.
2. ممنوعیت استقراض دولت از بانک مرکزی، کاهش تسهیلات تکلیفی، تأسیس بانک‌های خصوصی، گسترش بورس‌های منطقه‌ای و تأسیس بورس فلزات و کشاورزی از جمله برنامه‌هایی بوده که در جهت بهبود وضعیت اقتصادی و مالی به اجرا درآمد.
3. اجرای ناموفق برنامه خصوصی‌سازی و ادامه پرداخت یارانه‌ها و ناتوانی در حذف آن‌ها از بزرگ‌ترین نقاط ضعف این دولت بود.
4. پایین‌ترین میزان تورم در میان دولت‌های جمهوری اسلامی ایران در ۸ سال ریاست محمد خاتمی رخ داد.
5. بیشترین نرخ سرمایه‌گذاری در میان دولت‌های جمهوری اسلامی ایران در ۸ سال ریاست محمد خاتمی رخ داد.